# Luis Padial Vizcarrondo

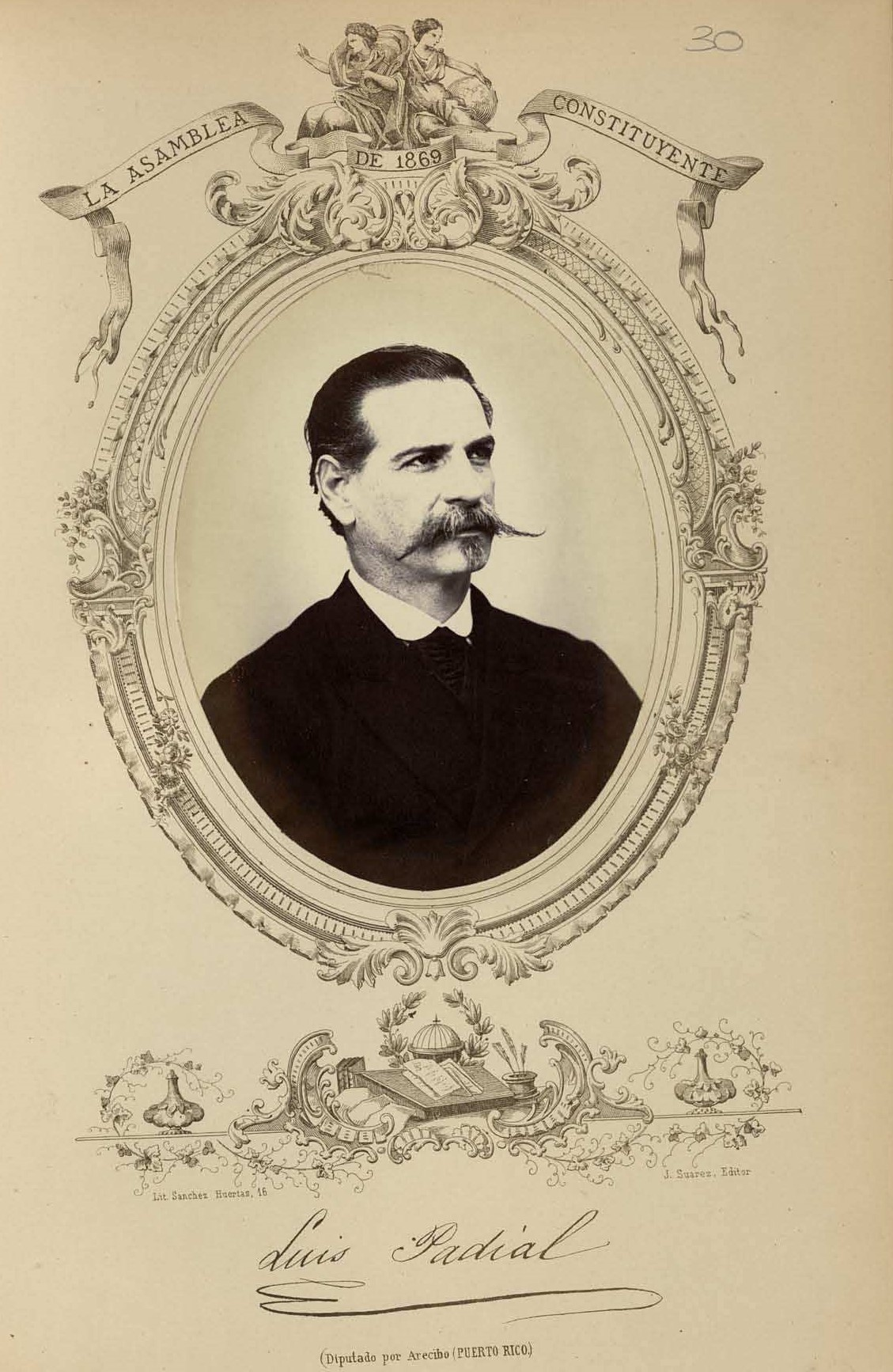
Retrato de Luis Padial Vizcarrondo, diputado por Arecibo, fotografía de José Suárez para Asamblea Constituyente de 1869. Biblioteca Nacional de España.

Luis Ricardo Padial Vizcarrondo (San Juan, Puerto Rico, 6 de febrero de 1832-Madrid, 15 de marzo de 1879), militar y político liberal español, elegido diputado a Cortes constituyentes por el distrito de Arecibo (Puerto Rico) en las elecciones de 1869 y reelegido en 1871, 1872 y 1873, fue miembro de la Sociedad Abolicionista Española fundada en 1864 por Julio Vizcarrondo y desde su cargo de diputado tuvo un papel destacado en la abolición de la esclavitud en Puerto Rico.

## Biografía
Hijo de Luis María Padial Medina, militar destinado en Puerto Rico, y de María Gila Vizcarrondo Ortiz de Zárate, fue enviado por sus padres a la península para estudiar en la Academia de Infantería de Toledo. En 1863 participó en la campaña de Santo Domingo como ayudante de campo del capitán general en la isla.
En las primeras elecciones democráticas celebradas en España, aplazadas en Puerto Rico al 30 de mayo de 1869, fue uno de los cuatro diputados del sector liberal que resultaron elegidos para representar a la isla en Madrid, frente a siete del sector conservador. En las Cortes defendió posturas autonomistas y fue uno de los artífices de la proposición de ley por la que el Congreso de los Diputados en sesión celebrada el 8 de noviembre de 1871 declaró vigente en Puerto Rico la Constitución española de 1869.
Defensor de la abolición de la esclavitud, ya en septiembre de 1869 formó parte de la comisión creada en el Congreso para asesorar al ministro de Ultramar y formular propuestas tendentes a armonizar la situación política, administrativa y social de la isla, centrada esta última en el modo de abordar la abolición de la esclavitud. Votó con la minoría a favor del dictamen de la comisión que proponía la abolición inmediata, corriendo con la indemnización el Estado, frente a la mayoría que defendía una abolición gradual o, alternativamente, que de hacerse inmediata, recayese la indemnización en el erario de la propia isla. Fue esta una solución de consenso que acabarían aceptando también Padial y Labra para lograr la abolición siquiera parcial de la  esclavitud en Puerto Rico, en un Congreso con mayoría abolicionista y en el que los principales obstáculos para su inmediata aprobación eran, precisamente, la cuestión de la indemnización, en un contexto de crisis económica, y el temor a que en Cuba no fuese aceptado un decreto así y sirviese a los esclavistas para atizar la causa de la independencia. Con Julio Vizcarrondo y Román Baldorioty de Castro defendió la aprobación por el Congreso el 7 de julio de 1870 de la llamada Ley Moret, considerada como un primer paso hacia la abolición total, por la que se daba la libertad en Puerto Rico a los hijos de los esclavos nacidos después de 1868 y a los mayores de sesenta años; además y al mismo tiempo la cámara aprobó prohibir los castigos infamantes y la venta por separado de madres e hijos.
Según una nota breve recogida por el diario La Época del 8 de julio de 1871, algunos días antes resultó levemente herido en una mano al batirse en duelo con el diputado republicano centralista Julián Sánchez Ruano por cuestiones relacionadas con el gobierno de la isla, solo aludidas en los órganos de prensa. 
Miembro del partido liberal reformista de la isla, adscrito al grupo de los diputados demócratas radicales, fue uno de los diputados que participó en la sesión extraordinaria del Congreso y Senado reunidos en Asamblea convencional que votó a favor de la proclamación de la república el 11 de febrero de 1873, e inmediatamente presentó ante ella su proposición de ley para la abolición completa de la esclavitud, que defendió fuese aprobada sin dilación, recordando la célebre frase de un convencional francés: «No nos debemos deshonrar discutiendo la esclavitud». La abolición en Puerto Rico se aprobó finalmente por unanimidad en la Asamblea nacional el 22 de marzo de 1873. Tras ello, con cargo de brigadier, se reincorporó a las filas del Ejército y fue destinado a Cataluña para hacer frente a las partidas carlistas allí alzadas, pero en julio volvió a ser elegido diputado a Cortes constituyentes por el distrito de Arecibo, reintegrándose a las tareas parlamentarias y conservando el acta de diputado hasta la disolución de la cámara, el 8 de enero de 1874. A mediados de septiembre de 1873, no obstante, al colocarse al frente del ejército del Norte el general Moriones, marchó con su brigada a San Sebastián, donde en diciembre resultó herido de bala en un muslo, aunque no de gravedad. Tras la Restauración sufrió destierro en Suiza, instalándose en Ginebra, desde donde colaboró con El Globo, hasta que a finales de febrero de 1879, autorizado por el Gobierno, pudo regresar a Madrid, donde falleció en la tarde del 15 de marzo.